# Veerappan (film)
Veerapaan è un film del 2016 diretto da Ram Gopal Varma, remake di film kannada Killing Veerappan.

## Trama
Koose Muniswamy Veerappan durante la sua adolescenza inizia a lavorare come assistente del suo parente Sevi Gounder, un famigerato contrabbandiere di legno di sandalo.

## Colonna sonora
1. Mohan Kanan – Muchhi Re – 3:08
2. Payal Dev, Toshi Sabri, Vee – Veer Veer Veerappan – 3:51
3. Jasmine Sandlas, Toshi Sabri – Khallas – 3:02
4. Payal Dev, Toshi Sabri, Vee – Veer Veer Veerappan (Rap Version)